# Eating Out
Eating Out is een Amerikaanse komedie uit 2004 geregisseerd en geschreven door Q. Allan Brocka. Het is de eerste film uit de Eating Out-filmreeks. Hoofdrollen worden gespeeld door Rebekah Kochan, Ryan Carnes, Jim Verraros, Scott Lunsford en Emily Stiles.

## Verhaal
Nadat universiteitsstudent Caleb door zijn vriendin Tiffani werd gedumpt, heeft hij een gesprek met zijn kamergenoot Kyle. Kyle beweert dat hij elke vrouw kan krijgen die hij wil gewoonweg omdat zij graag omgaan met homoseksuele mannen, maar het wel moeilijk heeft met het vinden van een vaste vriend.
Tijdens een feestje ontmoet Caleb Gwen en voelt zich aangetrokken tot haar. Kyle krijgt een ingeving: hij stelt Caleb voor als homo in de veronderstelling dat Gwen dan interesse krijgt in Caleb. Bedoeling is dat Caleb later Gwen vertelt dat hij dan toch hetero is. Verder wil Kyle een relatie met Marc, de ex van Gwen, die niet veel eerder uit de kast is gekomen.
Marc nodigt Caleb uit om een film te zien. Gwen belt naar Marc om te vragen hoe het gaat. Marc zegt dat hij seks wil hebben met Caleb, maar Caleb reageert niet op zijn avances. Om Marc te helpen, gaat Gwen over de telefoon een seksueel getint gesprek aan met Caleb waarbij Marc zijn kans neemt om Caleb te pijpen. Op zijn terugweg komt Caleb Gwen tegen en samen hebben ze gemeenschap in haar auto.
Wanneer Caleb de volgende ochtend zijn voicemails afspeelt, overhoort Kyle dit en achterhaalt dat Marc en Caleb gemeenschap hadden. Caleb vindt dat "het experiment" moet ophouden en alles uitgeklaard moet worden. Daarom nodigt hij Gwen en Marc uit om te komen eten. Kyle nodigt daarbij de ouders en zus van Caleb ook uit. Kyle overtuigt Marc om zich voor te doen als zijn vriend en Gwen om zich voor te doen als vriendin van Caleb. Dit loopt goed tot wanneer Tiffani onverwachts aanbelt en verklaart dat Caleb een homoseksuele relatie heeft. De ouders nemen dit zeer goed op en willen een grote groepsknuffel.
Na het diner is Gwen boos. Ze denkt dat Kyle de relatie tussen Marc en Caleb wil saboteren. Ze is er zeker van dat "iemand zoals Marc" nooit wil uitgaan met "iemand zoals Kyle". Caleb overtuigt Marc om met Kyle te praten. Gwen vist uit hoe de vork aan de steel zit en is gecharmeerd dat iemand zich wil voordoen als homoseksueel om zo toenadering te zoeken tot haar voor een vaste relatie. Marc heeft een gesprek met Kyle en ze kussen elkaar.
In een extra scène na de credits liggen Marc en Kyle in bed en er wordt gesuggereerd dat ze dadelijk gemeenschap zullen hebben.

## Rolverdeling
| Acteur               | Personage               |
| -------------------- | ----------------------- |
| Rebekah Kochan       | Tiffani von der Sloot   |
| Ryan Carnes          | Marc Everhard           |
| Jim Verraros         | Kyle                    |
| Scott Lunsford       | Caleb Peterson          |
| Emily Stiles         | Gwen Anderson           |
| Natalie Burge        | Milkshake Marcy         |
| Billy Shepard        | Joey                    |
| John Janezic         | Richard                 |
| Stafford Williamson  | Professor Winston James |
| Jillian Nusbaum      | Jamie Peterson          |
| Murph Michaels       | Frank Peterson          |
| Martie van der Voort | Susan Peterson          |